# Standing ovation
Una standing ovation (locuzione inglese per "ovazione in piedi") è una forma di applauso per la quale i membri del pubblico si alzano in piedi mentre applaudono. Questa azione è svolta dal pubblico per esprimere una particolare forma di approvazione o soddisfazione e, in ambito musicale, anche per chiedere un bis.

## Origine del termine
Secondo la teoria più accreditata, il termine ovatio deriva dal verbo latino ovare che significa gioire, acclamare (il termine ha paralleli in greco, eyàzein, cioè acclamare). Secondo altri il termine deriva da ovis, pecora in latino,  animale che veniva sacrificato agli dei dai generali romani di ritorno da una felice campagna militare. La cerimonia era chiamata per l'appunto "ovatio": tra una moltitudine di folla festante, il vincitore percorreva a piedi la Via Sacra e poi, con il carro, raggiungeva Monte Albano dove immolava sull'altare l'ovino.